# Bahnhof Milano Lambrate
Der Bahnhof Milano Lambrate (italienisch: Stazione di Milano Lambrate) ist einer der wichtigsten Bahnhöfe der norditalienischen Großstadt Mailand. Er wird von der Rete Ferroviaria Italiana (RFI), einer Organisationseinheit der Ferrovie dello Stato, betrieben. Von 2001 bis 2018 lag die Vermarktung und Vermietung der Ladenflächen in Hand der Gesellschaft Centostazioni.
Der Bahnhof befindet sich an der 1931 fertiggestellten Mailänder Gürtelbahn, die von RFI betrieben wird.

## Lage
Der Bahnhof befindet sich im Nord-Osten der Stadt, zwischen den Stadtteilen Lambrate und Città Studi.

Die Gleise liegen etwa 10 Meter über Straßenniveau.
In der Nähe des Bahnhofs befindet sich der unterirdische U-Bahnhof Lambrate FS, der von Zügen der Linie M2 der Metropolitana di Milano bedient wird.
Der Bahnhof wird auch von mehreren Bus-, Obus- sowie Straßenbahnlinien bedient.

## Geschichte
Der erste Bahnhof Lambrate wurde 1873 auf der Bahnstrecke Milano–Venezia eröffnet und diente als Osttor des Bahnknotens Mailand. Er befand sich bei dem Dorf Ortica (heute Stadtteil von Mailand) auf dem Gebiet der damals selbständigen Gemeinde Lambrate.
Mit dem Bau des neuen Hauptbahnhofs wurde auch eine halbkreisförmige Gürtelbahn gebaut. Diese Gürtelbahn, auf der sich der neue Bahnhof Lambrate befindet, ging 1914 für den Güterverkehr in Betrieb.
Wegen des Ersten Weltkriegs wurden die Bauarbeiten gestoppt, sodass der Personenverkehr erst 1931 über die Gürtelbahn verkehren konnte. Gleichzeitig wurde auch der neue Bahnhof Milano Lambrate eröffnet und der alte stillgelegt.
Am 30. Oktober 1939 stießen hier ein mit der Dampflokomotive 690.015 bespannter Schnellzug aus Venedig mit dem Elektrotriebwagen ETR 201 zusammen. 20 Menschen starben.
In den 1960er Jahren wurde die Anlage auf zwölf Gleise ausgebaut, somit ist Lambrate in dieser Hinsicht hinter Centrale und dem oberirdischen Teil des Bahnhofs Porta Garibaldi der drittgrößte der Stadt.
In den 1990ern wurde ein neues, großzügiges Empfangsgebäude nach Plänen des Architekten Ignazio Gardella gebaut. Zunächst war geplant, den Bahnhof Lambrate als Fernverkehrsbahnhof zu benutzen, so dass als Anfang einige Eurostar-Italia-Zugpaare hier endeten und begannen, um das von Trenitalia gegebene Versprechen, die Verbindung Mailand–Rom unter drei Stunden anzubieten, zu erfüllen. Die sogenannten LOW COST-Eurostars begannen in Lambrate und endeten in Roma Tiburtina, mit Zwischenhalten in Rogoredo, Bologna Centrale und Firenze Campo di Marte. Der Halt wurde jedoch 2004 wieder gestrichen, und stattdessen wurde der Bahnhof Rogoredo zum Fernverkehrshalt. Lambrate hat sich stattdessen zu einem wichtigen Nahverkehrsknoten entwickelt.

## Anlage

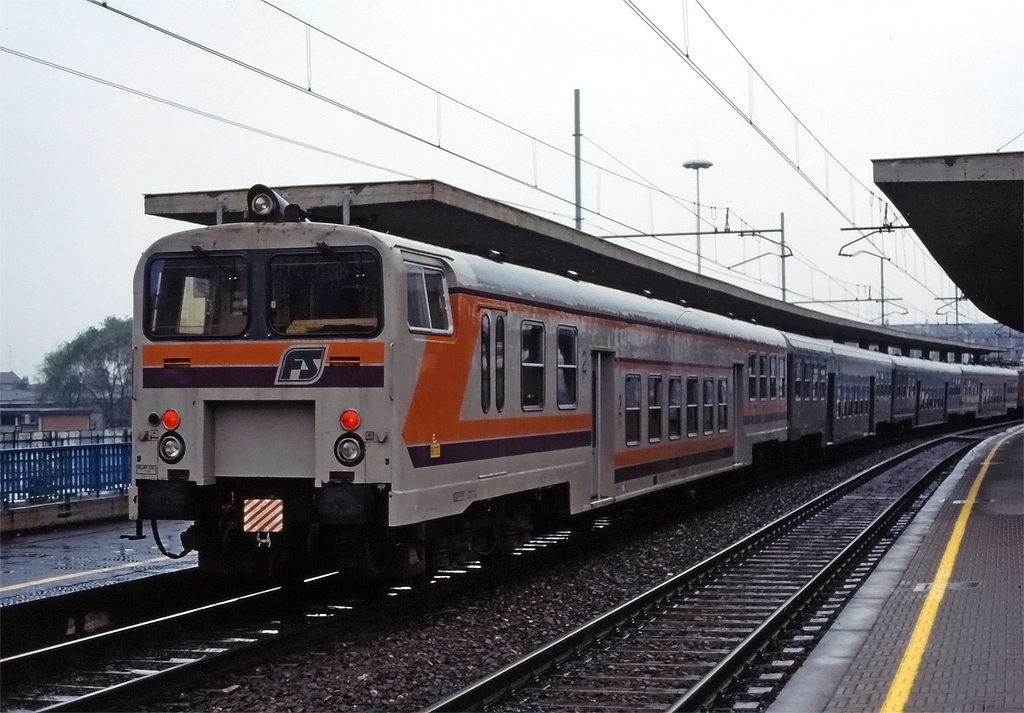
Zug der FS im Bahnhof, 1990

Die Gleisanlage wird meist nach folgendem Schema genutzt:
- Gleis 1: S9 nach Albairate und Güterzüge zum Güterbahnhof Smistamento
- Gleis 2: Güterzüge nach Smistamento
- Gleis 3: Regionalverkehrszüge aus Porta Garibaldi oder Greco Pirelli nach Piacenza oder Voghera
- Gleis 4: S9 nach Saronno sowie Regionalverkehrszüge aus Piacenza oder Voghera nach Porta Garibaldi oder Greco Pirelli
- Gleis 5: Züge aus Porta Garibaldi und Greco Pirelli nach Treviglio (über Altstrecke)
- Gleis 6: Züge aus Treviglio (via Altstrecke) nach Porta Garibaldi und Greco Pirelli
- Gleis 7: Züge aus Centrale nach Treviglio, über Schnellfahrstrecke
- Gleis 8: Züge aus Treviglio (via SFS) nach Centrale
- Gleis 9: Fernverkehr aus Centrale nach Rogoredo (ohne Halt)
- Gleis 10: Fernverkehr aus Rogoredo nach Centrale (ohne Halt)
- Gleis 11: Regionalexpress aus Centrale nach Bologna, Mantua und Genua (mit Halt)
- Gleis 12: Regionalexpress aus Bologna, Mantua und Genua nach Centrale (mit Halt)

## Verkehr
Milano Lambrate ist ein wichtiger Haltepunkt von zahlreichen Regionallinien. Im Fernverkehr halten zwei EuroCity-Zugpaare zwischen Zürich HB und Genua bzw. Bologna, welche Milano Centrale nicht bedienen.
| Linie | Verlauf |
| ----- | --- |
|       | Saronno – Saronno Sud – Ceriano Laghetto-Solaro – Ceriano Laghetto Groane – Cesano Maderno – Seveso-Baruccana – Seregno – Desio – Lissone-Muggiò – Monza – Sesto San Giovanni – Milano Greco Pirelli – Milano Lambrate – Milano Forlanini – Milano Porta Romana – Milano Tibaldi – Milano Romolo – Milano San Cristoforo – Corsico – Cesano Boscone – Trezzano sul Naviglio – Gaggiano – Albairate-Vermezzo |
| RE 2  | Milano Centrale – Milano Lambrate – Pioltello-Limito – Verdello-Dalmine – Bergamo |
| RE 6  | Milano Centrale – Milano Lambrate – Pioltello-Limito – Treviglio – Romano – Chiari – Rovato – Brescia – Desenzano del Garda-Sirmione – Peschiera del Garda – Verona Porta Nuova |
| RE 11 | Milano Centrale – Milano Lambrate – Milano Rogoredo – Lodi – Codogno – Ponte d’Adda – Cremona – Piadena – Mantova |
| RE 13 | Milano Centrale – Milano Lambrate – Milano Rogoredo – Pavia – Voghera – Tortona – Alessandria |
| R 4   | Milano Greco Pirelli – Milano Lambrate – Pioltello-Limito – Treviglio – Vidalengo – Morengo-Bariano – Romano – Calcio – Chiari – Rovato – Ospitaletto-Travagliato – Brescia |
| R 34  | Milano Greco Pirelli – Milano Lambrate – Milano Rogoredo – Pavia – San Martino Siccomario-Cava Manara – Bressana Bottarone – Bressana Argine – Pinarolo Po – Barbianello – Broni – Stradella |
| R 38  | Milano Greco Pirelli – Milano Lambrate – Milano Rogoredo – Lodi – Secugnago – Casalpusterlengo – Codogno – Santo Stefano Lodigiano – Piacenza |